# Martín Lousteau
Pour les articles homonymes, voir Lousteau.
Martín Lousteau (né à Buenos Aires le 8 décembre 1970) est un économiste et homme politique argentin, ministre de l'Économie sous Cristina Fernández de Kirchner (10 décembre 2007-24 avril 2008).

## Œuvres
- (es) Martín Lousteau y Javier González Fraga, Sin atajos, Temas Grupo Editorial (ISBN 978-950-9445-12-3 et 950-9445-12-6)
- (es) Martín Lousteau, Hacia un federalismo solidario, Temas Grupo Editorial, 2003, 319 p. (ISBN 978-987-9164-89-1 et 987-9164-89-X)
- (es) Martín Lousteau, Economía 3D : una nueva dimensión para tus preguntas de siempre, Sudamericana, 2011, 286 p. (ISBN 978-950-07-3369-4)
- (es) Martín Lousteau y Sebatían Campanario, Otra vuelta a la economía, Sudamericana, 2012, 317 p. (ISBN 978-950-07-4072-2)